# Дельта (штат)
Дельта — штат в Нігерії.
Штат Дельта є нафтодобувним та сільськогосподарським штатом Нігерії. Населення штату — 6 710 214 .  Столицею є місто Асаба, розташоване у північній частині штату. Найбільше місто штату, його економічний центр — місто Варрі.

## Персоналії
Нгозі Оконджо-Івеала, нинішній федеральний міністр фінансів та економіки та колишній директор управління Світового банку, родом з цього штату.